# Thomasville (Carolina del Norte)
Thomasville es una ciudad ubicada en el condado de Randolph y condado de Davidson y en el estado estadounidense de Carolina del Norte. La localidad en el año 2000, tenía una población de 19.788 habitantes en una superficie de 28,9 km².

## Geografía
Thomasville se encuentra ubicada en las coordenadas 35°53′9″N 80°4′38″O / 35.88583, -80.07722. Según la Oficina del Censo, la localidad tiene un área total de 28,9 km² (11,2 mi²), de la cual 28,9 km² (11,2 mi²) es tierra y 0 km² (0 mi²) (0.0%) es agua.

### Localidades adyacentes
El siguiente diagrama muestra a las localidades en un radio de 20 kilómetros (12,4 mi) de Thomasville.

## Demografía
En el 2000 la renta per cápita promedia del hogar era de $30.972, y el ingreso promedio para una familia era de $35.933. El ingreso per cápita para la localidad era de $16.045. En 2000 los hombres tenían un ingreso per cápita de $27.479 contra $20.968 para las mujeres. Alrededor del 16.20% de la población estaba bajo el umbral de pobreza nacional.